# Dominic Rains
Dominic Rains (persisch دومنیک رینس; * 8. März 1982 in Teheran als Amin Nazemzadeh) ist ein iranisch-US-amerikanischer Schauspieler.

## Leben und Karriere
Dominic Rains wurde in der iranischen Hauptstadt Teheran geboren. Aufgrund der Gewalt des Ersten Golfkriegs, dem Rains Onkel zum Opfer fiel, flohen seine Eltern mit ihm und seinem jüngeren Bruder, Iman, zunächst nach London, wo sie sechs Jahre lang lebten, bevor sie anschließend nach Dallas, im US-Bundesstaat Texas zogen. Seit dem Kindesalter waren er und sein Bruder am Schauspiel interessiert, weshalb sie frühzeitig in Schulaufführungen und am Theater auf der Bühne standen. Nach ihrer Ankunft in den USA nahmen sie Schauspielunterricht. Rains erste Auftritte vor der Kamera umfassten hauptsächlich Werbespots. Nach dem Schulabschluss entschied er sich zunächst die Schauspielerei ruhen zu lassen und nahm stattdessen ein Biologiestudium an der University of Dallas auf. Nach drei Jahren wechselte er das Fach in Richtung Kriminologie. Dem Schauspiel wendete er sich wieder zu, nachdem er in einer Nebenrolle in der kurzlebigen Dramaserie LAX besetzt wurde, was den Umzug an die Westküste nach Los Angeles zur Folge hatte. In der Serie trat er von 2004 bis 2005 auf. 2006 stellte er im Fernsehfilm Flight 93 – Todesflug am 11. September Ziad Jarrah dar, der an den Terroranschlägen am 11. September 2001 beteiligt gewesen war. Seit 2007 wird er unter seinem Künstlernamen Dominic Rains gelistet. Sein Bruder Iman tritt unter dem Namen Ethan Rains als Schauspieler in Erscheinung.
Nach der Absetzung der Serie wurde Rains in den Serien E-Ring – Military Minds, Dating Alex und Navy CIS besetzt. 2007 wurde er in der Soap General Hospital in der Rolle des Dr. Leo Julian besetzt. Die Rolle spielte er bis 2008 und trat in ihr auch im Ableger General Hospital: Night Shift auf. Ebenfalls 2007 trat er in der einzig produzierten Staffel der Serie Cane als Tal auf. 2010 wurde Rains für den Film The Taqwacores in der Rolle des Jehangir Tabari besetzt. Für seine Darstellung in dem Film wurde er unter anderem auf dem Ourense Independent Film Festival als Bester Darsteller ausgezeichnet. In der Serie FlashForward trat er in der ersten Staffel als Kahmir DeJean auf. Nach Auftritten in Burn Notice, Single Ladies und Anger Management, war er 2014 im Marvelfilm The Return of the First Avenger in der Rolle eines CIA-Agenten zu sehen. Im selben Jahr trat er als Saeed im Vampirfilm A Girl Walks Home Alone at Night der Regisseurin Ana Lily Amirpour auf, der auf dem Sundance Film Festival uraufgeführt wurde. 
2016 trat Rains an der Seite von James Franco und Melissa Leo im Film Burn Country – Fremd im eigenen Land auf. Zudem war er in den Serien Legends und Powers zu sehen. Von 2017 bis 2018 war er in der fünften Staffel der Serie Marvels Agents of S.H.I.E.L.D. in der Antagonistenrolle Kasius zu sehen. 2018 trat er in der Rolle des Andric im Science-Fiction-Film A.X.L. auf. Seit 2019 gehört er als Dr. Crockett Marcel zu Hauptbesetzung der Serie Chicago Med. In der Rolle trat er auch in den Serien Chicago P.D. und Chicago Fire auf. 2020 war Rains als Lucas in der Serie Tales from the Loop zu sehen.

## Filmografie (Auswahl)
- 2003: Saving Jessica Lynch (Fernsehfilm)
- 2004–2005: LAX (Fernsehserie, 5 Episoden)
- 2005: 24 (Fernsehserie, Episode 4x13)
- 2006: Related (Fernsehserie, Episode 1x10)
- 2006: Flight 93 – Todesflug am 11. September (Flight 93, Fernsehfilm)
- 2006: E-Ring – Military Minds (E-Ring, Fernsehserie, Episode 1x19)
- 2006: Grenade (Kurzfilm)
- 2006: Dating Alex (Fernsehserie, 2 Episoden)
- 2007: Navy CIS (NCSI, Fernsehserie, Episode 4x19)
- 2007: Final Approach – Im Angesicht des Terrors (Final Approach, Fernsehfilm)
- 2007: General Hospital: Night Shift (Fernsehserie, 13 Episoden)
- 2007: Sharpshooter – Der letzte Auftrag (Sharpshooter, Fernsehfilm)
- 2007: Cane (Fernsehserie, 3 Episoden)
- 2007: Poet's War
- 2007–2008: General Hospital (Fernsehserie, 36 Episoden)
- 2008: Mask of the Ninja (Fernsehfilm)
- 2009: Countering Extremism
- 2009–2010: FlashForward (Fernsehserie, 5 Episoden)
- 2010: The Taqwacores
- 2010: Mind of the Warrior
- 2010: Nature's Chaos
- 2010: Outbreak
- 2011: A Girl Walks Home Alone at Night (Kurzfilm)
- 2012: Mossadegh (Kurzfilm)
- 2012: Burn Notice (Fernsehserie, Episode 6x03)
- 2012: Single Ladies (Fernsehserie, Episode 2x14)
- 2013: Broken (Kurzfilm)
- 2013: Trainers (Fernsehserie, Episode 1x02)
- 2014: A Girl Walks Home Alone at Night
- 2014: Anger Management (Fernsehserie, eine Episode)
- 2014: The Return of the First Avenger (Captain America: The Winter Soldier)
- 2014: Jinn
- 2014: Legends (Fernsehserie, Episode 1x03)
- 2014: Love Midori (Fernsehserie, Episode 1x02)
- 2015: How to Be a Gangster in America
- 2015: Camino
- 2016: The Loner
- 2016: Burn Country – Fremd im eigenen Land (Burn Country)
- 2016: Chee and T
- 2016: Powers (Fernsehserie, 2 Episoden)
- 2016: Funeral Day
- 2017: The Institute
- 2017: The Mad Whale
- 2017–2018: Marvels Agents of S.H.I.E.L.D. (Fernsehserie, 8 Episoden)
- 2018: A.X.L.
- 2019: Marjoun and the Flying Headscarf
- 2019: Draupadi Unleashed
- 2019: Chicago P.D. (Fernsehserie, Episode 7x04)
- 2019–2021: Chicago Fire (Fernsehserie, 3 Episoden)
- 2019–2024: Chicago Med (Fernsehserie)
- 2020: Tales from the Loop (Fernsehserie, 3 Episoden)
- 2020: Modern Persuasion